# Hope (Stefan)
Hope è un singolo del cantante estone Stefan, pubblicato il 5 dicembre 2021 come ottavo estratto dal primo album in studio omonimo.

## Descrizione
Stefan ha presentato Hope il 4 dicembre 2021 in occasione del terzo quarto di finale dell'annuale Eesti Laul, il programma di selezione del rappresentante estone all'Eurovision Song Contest, marcando la sua quarta partecipazione (terza come solista) all'evento. Dopo essersi qualificato sia dal quarto di finale che dalla seconda semifinale il 5 febbraio 2022, il successivo 12 febbraio è stato proclamato vincitore dal pubblico con il 62% dei voti ottenuti durante la finalissima a tre, diventando di diritto il rappresentante eurovisivo estone a Torino.
Nel maggio successivo, dopo essersi qualificato dalla seconda semifinale, Stefan si è esibito nella finale eurovisiva, dove si è piazzata al 13º posto su 25 partecipanti con 141 punti totalizzati.

## Tracce
Testi e musiche di Stefan Airapetjan e Karl-Ander Reismann.
1. Hope – 3:03

## Classifiche
| Classifica (2022) | Posizione massima |
| ----------------- | ----------------- |
| Islanda           | 35                |
| Lituania          | 28                |
| Svezia            | 87                |